# The Pagan God
The Pagan God er en amerikansk stumfilm fra 1919 af Park Frame.

## Medvirkende
- H.B. Warner som Bruce Winthrop
- Carmen Phillips som Tai Chen
- Edward Peil Sr. som Wah Kung
- Yutaka Abe som Wong
- Carl Stockdale som Henry Addison